# Bible rodu Anjou

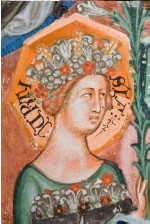
Iluminace z Bible rodu Anjou

Bible rodu Anjou je mimořádně bohatě zdobený rukopis s velkým množstvím iluminací z dílny Kryštofa Orimina. Byl vytvořen kolem roku 1340 na zakázku neapolského krále Roberta I., který jej věnoval své vnučce Johaně.
Rukopis dnes vlastní belgická katolická církev a je uložen v knihovně v Lovani.